# Doxologia
A doxologia (Do grego δόξα [doxa] "glória" + -λογία [-logia], "palavra") foi uma fórmula de louvor e glorificação frequente no Antigo Testamento aplicada a heróis e heroínas (p.ex., Judite) e principalmente a Deus. No Novo Testamento, embora apareça referida a pessoas humanas (especialmente a Maria e Isabel), dirige-se habitualmente a Deus.
Na tradição da Igreja, foram-se fixando desde os primeiros séculos várias fórmulas de doxologia, para uso litúrgico e da devoção popular, de que a mais divulgada é “Glória ao Pai e ao Filho e ao Espírito Santo…”. Entre os hinos, têm especial importância o “Glória a Deus nas alturas...” Merece também referência a série de aclamações que começa com “Bendito seja Deus...”.
A glorificação também é compreendida como a última fase do processo da salvação; sendo que este processo envolve três fases que se relacionam entre si, primeira fase: justificação, segunda fase: santificação e por fim a glorificação.

## Doxologia Final na Santa Missa
A frase “Por Cristo, com Cristo, em Cristo, a vós, Deus Pai todo-poderoso, na unidade do Espírito Santo, toda a honra e toda a glória, agora e para sempre” faz parte da doxologia final, que, por sua vez, é a última parte da Oração Eucarística, também chamada de Cânon ou Anáfora. É o verdadeiro e próprio ofertório da Missa, pois é o próprio Cristo que oferece e é oferecido.
Esta doxologia final da missa, na forma como a conhecemos, é utilizada aproximadamente desde o século VII, em toda a cristandade do Ocidente.
Estas palavras são próprias, unicamente e exclusivamente, do padre (ou bispo) que celebra a missa, e dos sacerdotes concelebrantes. O povo participa dela dizendo “Amém” no final.
“A doxologia final, pela qual se expressa a glorificação de Deus, (…) é afirmada e concluída com a aclamação ‘Amém’ do povo” (IGMR, 78, h). Portanto, durante a doxologia, os fiéis guardam silêncio e só interfere para se unir a ela com um forte e contundente “Amém”.
Esta doxologia é uma das usadas para dar glória e louvor a Deus, distinguindo-se da doxologia maior (“Glória a Deus nas alturas…”) e da doxologia menor (“Glória ao Pai e ao filho e ao Espírito Santo…”).
Finalmente, uma destas doxologias é a que se pronuncia antes do rito da paz: “Vosso é o Reino, o poder e a glória para sempre"